# Bil e Hjúki
Bil e Hjúki sono due personaggi della mitologia norrena, figli di Viðfinnr. Vengono descritti come due servitori di Máni, il dio della Luna.
Vengono citati nel Gylfaginning, la prima parte dell'Edda in prosa scritta dallo storico islandese Snorri Sturluson:
(Snorri Sturluson - Edda in prosa - Gylfaginning XI - Traduzione di Stefano Mazza.)
Una dea di nome Bil è ricordata da Snorri in Gylfaginning 35, definita come ásynjur, e pare identica alla fanciulla citata nel passo precedente. Il suo nome significa forse "istante", "attimo" e va presumibilmente connesso alla scansione astrale del tempo o a una particolare forza sovrannaturale che si manifesta in momenti prestabiliti, come forse la ciclicità della forza lunare. Il nome del fratello pare invece significare "sano" o "[colui che] si prende cura". Bil e Hjúki potrebbero rappresentare le macchie lunari mentre il loro gesto di attingere l'acqua potrebbe far riferimento alle maree.
L'etimologia del nome del loro padre è alquanto oscura: significa forse "mago del bosco".